# Łaska Boża
Łaska (gr. χαρις, charis, łac. gratia) – pojęcie religijne, w teologii chrześcijańskiej rozumiane jako dar udzielany człowiekowi przez Boga. Jego przyznanie nie jest związane z żadną zasługą, może dotyczyć życia duchowego lub materialnego i może być niezbędna do osiągnięcia niektórych celów religijnych.
W języku potocznym przez łaskę rozumie się wyświadczenie komuś przysługi, dobry czyn, którego nie miało się obowiązku spełnić.

## Teologia katolicka

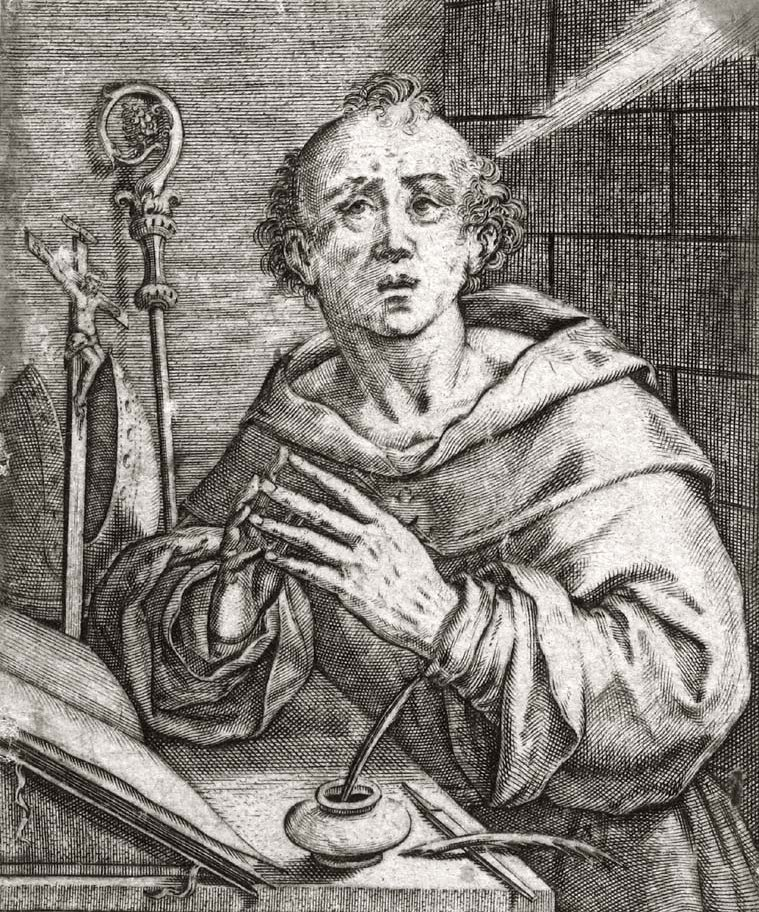
Augustyn z Hippony – jeden z czołowych teoretyków doktryny o Łasce

Dział teologii dogmatycznej, którego przedmiotem jest łaska nazywa się charytologią.

### Pojęcia ogólne
Łaska jest uczestnictwem w wewnętrznym życiu Trójcy Świętej. Jest darem danym darmo z inicjatywy Boga. Ma charakter nadprzyrodzony. Przerasta rozum, siłę i wolę człowieka. Przez łaskę Bóg się objawia i udziela. Łaska oczyszcza z grzechu i uświęca. Łaska wspomaga powołanie i usprawiedliwia.
Łaska może być habitualna, czyli być trwałym uzdolnieniem do życia zgodnie z powołaniem, albo może być aktualna, czyli być darem interwencyjnym, wspierającym nawrócenie lub uświęcenie.
Przez sam chrzest człowiekowi udzielona jest łaska uświęcająca, która jest darem habitualnym, to znaczy takim, który w sposób trwały uzdalnia człowieka do świętości i życia mocą Bożej miłości.
W sakramentach Bóg udziela łaski sakramentalnej, czyli daru związanego z charakterem sakramentu.
Charyzmaty, jak też wszystkie inne uzdolnienia, są łaskami szczególnymi.

### Problem łaski i wolności
Łaska nie stoi w sprzeczności z wolnością i wolną wolą człowieka. Łaska jako wolny dar Boga domaga się wolnej odpowiedzi człowieka. Łaska uprzedza ludzkie czyny, ale nie pozbawia człowieka wolnej woli. Dla Boga czas jest trwającą aktualnością, dlatego choć ustanowił wybranych, w swojej decyzji uwzględnił wolność człowieka. Człowiek jest wolny w swych czynach. Bóg jest natomiast wolny w udzielaniu darów, do których należy życie nadprzyrodzone i zbawienie, które jest aktem miłosierdzia.

### Historia sporów i doktryny
Spory, które toczyły się w Kościele katolickim na temat łaski, dotyczyły przede wszystkim zależności pomiędzy łaską a wolną wolą człowieka. Przedstawione poniżej dokumenty nauczania Kościoła należą do najważniejszych wypowiedzi doktrynalnych.
- Kontrowersja Pelagiańska, w której Pelagiusz wystąpił przeciw  doktrynie łaski Augustyna. Pelagiusz twierdził, że człowiek ma swój los w swoim własnym ręku. Od postawy danej osoby zależy przezwyciężenie grzechu. W 418 r. papież Zozym listem zwanym Tractoria zatwierdził kanony XVI Synodu w Kartaginie potępiające tezy pelagiańskie[2].
- Indiculus (440) – (prawdopodobny autor: papież Leon I) – systematyzuje dotychczasowe nauczanie Kościoła.
- Lacidus kontra Faustus – Lacidus, powołując się na Augustyna, głosił predestynacjonizm, Faustus – przeciwnie, semipelagianizm.
- Wyznanie wiary Lacidusa (473) – dokument prywatny, ale znaczący historycznie.
- II Synod w Orange (Concilium Arausicanum; (łac.)  (3 lipca 529) – dyskusja sprowokowana przez Faustusa znalazła odpowiedź w kanonach synodu (redakcji Cezarego z Arles i papieża Feliksa IV), które potwierdzają umiarkowaną naukę Augustyna[3].
- III Synod w Valence (855) – odrzuca naukę Jana Szkota Eriugeny, który głosił predestynację.
- Piotr Abelard – chciał przy pomocy logiki wyjaśnić zależność woli i łaski. Jego twierdzenia odrzucił w 1140 Synod w Sens.
- XV Sobór w Vienne (1311–1312) – odrzuca naukę begardów, twierdzących, że jedynie drogą kontemplacji można osiągnąć jedność z Bogiem.
- In agro dominico Jana XXII (1329) – przeciw Mistrzowi Eckhartowi, głoszącemu możliwość samodoskonalenia, aż do jedności z Bogiem (panteizm).
- Jan Wiclif i Jan Hus – głosili ścisłą predestynację. Potępieni z różnych powodów przez XV Sobór w Konstancji (1414–1418).
- Exsurge Domine Leona X (1520) – uznanie za heretyckie in globo 41 zdań z dzieł Marcina Lutra, który twierdził, że człowiek bez łaski jest zły i nie ma możliwości czynienia dobra.
- XIX Sobór trydencki  – dwa dokumenty – Dekret o grzechu pierworodnym (1546) i Dekret o usprawiedliwieniu (1547) – systematyzują doktrynę o grzechu pierworodnym, o zbawczym dziele Chrystusa i o łasce[4].
- Michał de Bay (Bajus) – uznawał, że człowiek nie posiada wolności. Pius V w Ex omnibus affilitionibus (1567) odrzucił prawowierność twierdzeń.
- De auxiliis – wielki spór między jezuitami (moliniści) i dominikanami (tomiści) o skuteczność łaski. W 1607 Paweł V, nie rozwiązawszy sporu, wprowadził zakaz dyskusji na ten temat.
- Janseniusz – przypisywał większą rolę łasce niż woli człowieka i uważał, że człowiek nie może oprzeć się łasce. Innocenty X w Cum occasione (1653) potępia 5 zdań z Augustinusa.
- Antoine Arnauld i janseniści – próba obrony nauczania Janseniusza. Klemens XI w Unigenitus (1713) odrzuca jansenizm w całości.
- Humani generis Piusa XII (1950) – przypomina nauczanie soboru trydenckiego o darmowości łaski.

## Teologia prawosławna

### Zarys zagadnienia
W chrześcijaństwie wschodnim łaska jest rozumiana jako energie Boże, które dążą do przebóstwienia (gr. theosis, łac. deificatio) człowieka. Niestworzone energie są jedną z charakterystycznych zasad teologii Kościołów prawosławnych. Początki tej koncepcji sięgają Ojców Kościoła: Ireneusza, Atanazego, Grzegorza z Nazjanzu i Grzegorza z Nyssy, zwłaszcza zaś Cyryla Aleksandryjskiego; później zaś Pseudo-Dionizego, Maksyma Wyznawcę i Jana Damasceńskiego. Sformułowana została jednak ostatecznie przez bizantyjskiego mnicha Grzegorza Palamasa (1296–1359) i była praktykowana w tradycji hezychastycznej.
„Przebóstwienie oznacza zarówno proces przenikania, jak i stan przemienienia natury ludzkiej przez energie boskie działające w stworzeniach. Polega ono na wywyższeniu i uzdolnieniu całego człowieka do uczestnictwa w życiu Bożym, a więc na przezwyciężeniu elementu materialnego, jego uduchowieniu i obdarowaniu nieśmiertelnością oraz na przetworzeniu wszystkich władz duszy celem zjednoczenia z Bogiem. Pojęcie przebóstwienia dotyczy zatem ontycznego aspektu zjednoczenia między Bogiem a człowiekiem. Grecko-patrystyczna nauka o przebóstwieniu człowieka wyraża zatem tę zasadniczą prawdę, że ani natura Boża, ani natura człowieka nie są zamknięte w sobie. Transcendentny Bóg, posiadający całkowicie inną naturę, dobrowolnie udziela człowiekowi swego życia.”
Ostatecznym celem życia człowieka jest przebóstwienie. Wskutek niego człowiek nigdy nie traci swojej integralności, lecz przeciwnie, osiąga pełnię człowieczeństwa w Bogu. Można wskazać na trzy podstawowe elementy związane z nauką o przebóstwieniu:
1. Realna różnica pomiędzy istotą Bożą i działaniem, czyli energiami.
2. Nauka o stworzeniu człowieka na obraz i podobieństwo Boże.
3. Dogmat Wcielenia w takiej formule, że „Bóg stał się człowiekiem, aby człowiek mógł stać się Bogiem.”

### Różnica pomiędzy Bożą istotą a energiami
„Prawosławny biskup Kallistos Ware postrzega powyższe rozróżnienie nie tylko jako „nieodłączną część wiary prawosławnej”, ale także jako „konsekwentne wyjaśnienie i dokończenie” klasycznej teologii trynitarnej.” Katolicy jednak kwestionują stwierdzenie Palamasa, że „podział ten jest „wewnątrzboską, ontologiczną dystynkcją”, analogiczną do rozróżnienia między trzema boskimi hipostazami (osobami)”.
Istota Boga, jego ousia, odróżnia się od energii, gr. energeia lub łac. actus, czyli jego działań w świecie. Istota Boga to Bóg jako Bóg. My nie mamy do niej żadnego dostępu, jest absolutnie transcendentna, całkowicie niepoznawalna, ponad wszelkimi pojęciami, nawet pojęciem bytu. Boża istota jest niezależna od czegokolwiek. Skoro jest niestworzona, to nie może być poznana przez jakiekolwiek stworzenia. Dlatego przekracza wszelką metafizykę. Św. Jan Damasceński stwierdza: „Wszystko co możemy powiedzieć pozytywnie o Bogu, objawia nie Jego naturę, ale jakieś rzeczy o naturze.” Konsekwencją niepoznawalności jest „pryncypialna niemożność wypowiedzenia tego, co niepojęte, [która] manifestuje się w cnocie zlęknionego, ale i pełnego uwielbienia, „milczącego mówienia” o Bogu. Język poznaje swoje granice i kruszy się przed każdą próbą zerwania zasłony apofatycznej mądrości.”
Na człowieka działa nie sama istota Boża, lecz niestworzone i nieodłączne od niej energie boskie, przez które Bóg objawia się stworzeniom i działa na nie. Energie te są związane z nauką o Trójcy: pochodzą od Ojca i udzielają się stworzeniom przez Syna w Duchu Świętym. Zjednoczenie z Bogiem, przebóstwienie jest związaniem się z tymi energiami, a nie z samą istotą Boga. Na wzór Trójcy Świętej jest to tajemnica jedności w różnorodności: człowiek–stworzenie łączy się w przebóstwiającym działaniu z niestworzonym Bogiem. „Łaska, czyli energie Boże, są obecne u samych podstaw bytu, są jego początkiem, ośrodkiem i celem.” Używając języka katolickiego, łaska jest więc działaniem samego Boga, a nie jakiegokolwiek rodzaju bytem, który może być traktowany jako rzecz.
Dodać należy, że rozróżnienie to u Ojców Kościoła nie było traktowane tak absolutnie, jak przedstawia to Palamas: „U św. Grzegorza z Nazjanzu można zauważyć zgoła inne rozróżnienie. Grzegorz rozróżniał między energetyczną a istotową obecnością Ducha odpowiednio przed i po Pięćdziesiątnicy.”

### Człowiek stworzony na Boży obraz i podobieństwo
Celem człowiek jest przebóstwienie, a wynika to właśnie ze stworzenia na obraz Boży. W ogóle całe stworzenie dąży do tego, aby było przemienione. Stąd między innymi wynika zadanie człowieka wobec świata, aby panując w świecie jednoczył go z Bogiem. Nadprzyrodzoność była prawdziwą naturą ludzi w raju, czymś, co było im właściwe, a nie dodane w sposób sztuczny, zewnętrzny. Nadprzyrodzoność – uczestnictwo w życiu Bożym – jest darem nieodłącznym od natury człowieka. Człowiek jest prawdziwie osobą wtedy, gdy jest przebóstwiony, gdy uczestniczy w życiu Bożym, a przez to realizuje podobieństwo Boże.

### Dogmat Wcielenia
Trzecim filarem, na którym wznosi się gmach nauki o przebóstwieniu, jest Dogmat Wcielenia. „Dzięki osobowemu zjednoczeniu natury boskiej i ludzkiej w Chrystusie, cała natura ludzka została potencjalnie przebóstwiona (przez nią zaś cały wszechświat). Rozwinięte przez patrystykę wschodnią twierdzenia św. Ireneusza, iż „Bóg stał się człowiekiem, aby człowiek mógł stać się Bogiem”, stało się złotą regułą antropologii prawosławnej.” Pomiędzy Adamem i Chrystusem istnieje jedność ontyczna natury ludzkiej. Skoro więc Bóg Chrystus przyjął ludzką naturę i w swojej osobie ją odnowił, to każdy chrześcijanin uczestniczy w tym odnowieniu. „Przebóstwienie nie jest magiczną sztuczką, powodującą automatyczne nawrócenie, lecz w sposób rzeczywisty powoduje ontologiczne odnowienie natury człowieka w hipostazie wcielonego Logosu Boga i jest dostępne każdemu człowiekowi, który uczestniczy w sposób wolny i osobowy w życiu Chrystusa.”

### Odkupienie
W myśli wschodniej na temat odkupienia na pierwsze miejsce wysuwa się działanie Boga, skierowane ku człowiekowi, mniej natomiast dostrzega się akt zasługujący człowieka skierowany ku Bogu. Dlatego gdy teologia zachodnia bardziej będzie podkreślać pośrednictwo Chrystusa: Boga – człowieka, to tradycja wschodnia będzie w Nim widzieć Boga, który pod zasłoną człowieczeństwa działa boską naturą i boską mocą. W konsekwencji „odkupienie jest nie tyle przezwyciężeniem grzechu, usprawiedliwieniem, i pojednaniem stworzenia ze Stwórcą, ile raczej i przede wszystkim odnowieniem i przemienieniem całej natury ludzkiej.” V. Łosski stwierdza, że w obrębie tzw. teologii redempcjonistycznej, w której dominuje idea odkupienia w jego aspekcie negatywnym, nauka o przebóstwieniu nie znajduje należnego sobie miejsca, co więcej, wydaje się obca i dziwna. Tymczasem odkupienie jest wprawdzie centralnym wymiarem ekonomii wcielenia Syna Bożego, niemniej jednak stanowi ono tylko jeden z momentów bardziej rozległego planu Trójcy Św., którego celem jest przebóstwienie człowieka. Po to aby ten plan się zrealizował potrzeba było, aby Bóg usunął trzy przeszkody: „Ludzie byli oddzieleni od Boga w potrójny sposób: przez naturę, przez grzech i przez śmierć. Zbawiciel nasz przywrócił nam uczestnictwo w Bogu i zjednoczył nas bezpośrednio z Nim, usuwając wszystkie przeszkody jedną po drugiej: pierwszą – przyjąwszy ludzką naturę, drugą – przez swoją śmierć na krzyżu; i wreszcie, przez swoje zmartwychwstanie, obalił on mur odgraniczający naszą naturę od zjednoczenia z Jego naturą, tj. tyranię śmierci.”

### Cel życia człowieka
Bazyli Wielki mówi o człowieku: „stworzenie, które otrzymało nakaz stania się bogiem.” Przebóstwienie to dzieło całej Trójcy Świętej. „Odkupieńczego dzieła Chrystusa nie należy oddzielać od misterium pięćdziesiątnicy; jest ono warunkiem przebóstwiającego działania Ducha Świętego. Podczas gdy odkupieńcze dzieło Chrystusa posiada bezpośredni związek z naturą ludzką, wyjaśnia Łosski, przebóstwiająca ekonomia Ducha Świętego zwrócona jest do osób ludzkich. O ile Chrystus udziela się wspólnej wszystkim ludziom naturze, Duch Święty daje udział w swoim bóstwie poszczególnym osobom; dzieło Chrystusa posiada więc charakter jednoczący, ekonomia Ducha wprowadza różnorodność właściwą osobom.” Trzeba jednak zwrócić uwagę, że „dla Grzegorza Palamasa podczas Dnia Pięćdziesiątnicy wylany jednak został nie sam Duch, jego hypostaza, a jedynie boska energia Trójcy!” Stanowi to poważną wątpliwość teologiczną.
Naukę o przebóstwieniu można określić w pięciu punktach:
1. Nie jest zarezerwowane dla żadnej grupy wybranych, lecz jest normalnym celem każdego chrześcijanina.
2. W fakcie przebóstwienia nie zatraca się poczucia grzechów, lecz wręcz przeciwnie, praktykuje się ustawiczną pokutę.
3. Posiada charakter społeczny, a nie indywidualistyczny; wymaga przede wszystkim zachowania przykazania miłości.
4. Zakłada udział w życiu sakramentalnym i uczestnictwo w życiu Kościoła. Święte Misteria (sakramenty) są środkami, dzięki którym Łaska Boża jest udzielana, ponieważ Bóg działa przez swój Kościół.
5. Całe stworzenie ma zostać zbawione wraz z człowiekiem; posiada więc charakter kosmiczny.

### Główne różnice z katolicką nauką o łasce
Podsumowując można stwierdzić, że różnice są zarówno na poziomie terminologicznym: to co katolicy nazywają łaską uświęcającą, prawosławni nazywają przebóstwieniem. Na tym poziomie stosunkowo łatwo o wzajemne zrozumienie. Istnieją jednak również różnice na poziomie metafizycznym. Christos Yannaras stwierdza, że „problem rozróżnienia między istotą a energiami zdeterminował ostatecznie rozbrat między łacińskim Zachodem a prawosławnym Wschodem. Zachód odrzucił rozróżnienie, chcąc chronić ideę prostoty w Bożej istocie, ponieważ racjonalistyczne myślenie nie może zaakceptować antynomii.” Ponadto tradycja prawosławna nie zna pojęcia nadprzyrodzoności jako daru dodanego do natury stworzonej. Obca jest jej również idea łaski stworzonej.

## Teologia protestancka
Łaska jest fundamentalnym przedmiotem teologii kościołów powstałych w okresie reformacji.